# Касьянов, Алексей Сергеевич
Алексей Сергеевич Касьянов (род. 26 августа 1985 года в Стаханове) — украинский легкоатлет-многоборец, олимпиец, призёр чемпионатов мира и Европы.

## Биография
Первым международным турниром для Касьянова стал молодёжный чемпионат Европы в Дебрецене, где он занял четвёртое место. В следующем году он поехал на Олимпиаду в Пекине, где занял седьмое место. В 2009 году он завоевал свою первую медаль на профессиональном уровне, став серебряным призёром чемпионата Европы в помещении, Турин. В 2012 году Касьянов стал призёром чемпионата Европы и мира в помещении (вторые места) и отправился на Олимпийские игры в Лондон, где, как и четыре года назад, стал седьмым. В 2016 году он повторил своё достижение на чемпионате мира в помещении, завоевав серебро.
Личный рекорд Касьянова в десятиборье составляет 8479 очков, он был установлен на чемпионате мира 2009 года в Берлине (четвёртое место).
Является спортсменом-инструктором спортивной команды Национальной гвардии Украины, младший сержант.
14 октября 2014 года женился на другой легкоатлетке, Анне Мельниченко. Спортсмены познакомились в 2007, а вместе с 2011 года.
Начиная с 2022 года, работает старшим тренером по многоборью в составе национальной сборной Украины по легкой атлетике.